# Сова (приток Немнюги)
Сова́ — река в Архангельской области, правый приток реки Немнюга.
Берёт начало из болотистой местности западнее русла реки Кимжа. Длина реки — 36 км. Площадь водосборного бассейна — более 300 км².
Река замерзает в ноябре и остаётся под ледяным покровом до апреля. Питание снеговое и дождевое.
Притоки: Захарьиха, Большая Ширша, Коваль.
Недалеко от устья реки находятся деревни Совполье и Чижгора Совпольского сельского поселения.
Название Сова в переводе с саамского трактуют либо как жилая (река), либо как дымная (река) — от «suovva» дым; жилище, дом.

## Топографическая карта
- Лист карты Q-38-99,100 озеро  Ценогорское. Масштаб: 1 : 100 000. Указать дату выпуска/состояния местности.